# Epicauta centenaria
Epicauta centenaria is een keversoort uit de familie van oliekevers (Meloidae). De wetenschappelijke naam van de soort is voor het eerst geldig gepubliceerd in 1910 door Breyer y Trant.